# Express AM3
O Express AM3 é um satélite de comunicação geoestacionário russo construído pela ISS Reshetnev (ex NPO PM) em cooperação com a Alcatel Space. Ele está localizado na posição orbital de 103 graus de longitude leste e é de propriedade da empresa estatal Russian Satellite Communications Company (RSCC). O satélite foi baseado na plataforma MSS-2500-GSO (MSS-767) e sua vida útil estimada é de 12 anos. Ele é o quinto satélite da série expresso AM.
O satélite tem equipamentos eletrônicos da Alcatel Alenia Space, e está disponível para tarefas tais como a televisão digital, as conexões de telefone, conexões de vídeo, internet e construção de redes VSAT. A comunicação móvel do Presidente da Rússia, bem como clientes na Sibéria, no Extremo Oriente e na região da Ásia-Pacífico.

## Lançamento
O satélite foi lançado com sucesso ao espaço no dia 24 de junho de 2005, por meio de um veículo Proton-K/Blok-DM-2 a partir do Cosmódromo de Baikonur, no Cazaquistão. Ele tinha uma massa de lançamento de 2.600 kg.

## Capacidade
O Express AM3 é equipado com 16 transponders em banda C, 12 em banda Ku e um em banda L para fornecer TV, radiodifusão, telefonia, transmissão de dados, acesso à Internet, videoconferência e outros serviços para toda a Rússia.

## Cobertura
O satélite pode ser recepcionado na Europa e Ásia.